# Качине (озеро)
Озеро Качине — водний об'єкт, природне озеро старичного типу у Дарницькому районі Києва.
Починаючи з весни 2015 року щодо озера розгорівся конфлікт між місцевими активістами, що відстоюють ідею збереження озера, та забудовником, що претендує на цю ділянку.

## Розташування
Озеро знаходиться на лівому березі Києва, в мікрорайоні «Позняки-2», на перетині проспекту Петра Григоренка (вулиці Тальнівської) та вулиці Здолбунівської.

## Історія походження
Згідно дослідження Інституту водних проблем і меліорації НААН України, озеро існує упродовж дуже тривалого часу — понад 100 років. Водойма існувала до початку забудови прилеглої місцевості, і утворилося як стариця на затоплюваній заплаві Дніпра.

## Інфраструктура
Згідно з даними Управління водних ресурсів у м. Києві та Київській області Державного агентства водних ресурсів, територія на перетині вулиці Здолбунівської та проспекту Петра Григоренка в м. Києві знаходиться в заплаві р. Дніпро, на цій території знаходиться озеро, яке з'єднано колектором з озером на протилежному боці вул. Здолбунівської.

## Озеро на картах
Згідно дослідження, озеро зафіксоване у таких документах та матеріалах:
- топозйомка 1897 року (копія фрагменту мапи з картографічного відділу Національної бібліотеки України імені В. І. Вернадського);
- топозйомка 1932 року (планшет 1:25000);
- аерофоторозвідка та карта Києва 1943 року;
- топозйомка (планшет М 1:2000) 1990 року;
- креслення 23 Генерального плану міста Києва та проєкту планування його приміської зони на період до 2020 року, затвердженого рішенням Київської міської ради від 28.03.2002 року № 370/1804;
- проєкт Генерального плану м. Києва та його приміської зони на період до 2025 року, ділянку по вул. Здолбунівській (перетин з пр. Григоренка), на якій знаходиться водойма, заплановано віднести до ландшафтно-рекреаційної зони;
- графічні матеріали (у тому числі планшет М 1:25000) детального плану території в районі вулиць Тепловозної, Здолбунівської, Драгоманова у Дарницькому районі м. Києва, затвердженого рішенням Київської міської ради від 25 грудня 2012 року № 718/9002.

## Конфлікт із забудовником
У квітні-травні 2015 року навколо озера з'явився будівельний паркан. Невдовзі до озера прибула техніка: прибували вантажівки з ґрунтом, бульдозери почали засипати водойму. Таблички, що сповіщала про замовника та підрядника будівельних робіт, біля ділянки не було. Керівник Київського еколого-культурного центру Володимир Борейко зазначив, що водоплавні птахи, які звили гнізда на озері, тільки-тільки вивели своїх пташенят на воду. Будівництво знищить їхні гнізда і призведе до загибелі потомства.
Ситуація зі скандальною забудовою викликала протест серед місцевих жителів: забудовник розпочав роботи, ще не забезпечивши майданчик паспортом об'єкта; не було проведено громадські слухання; роботи велися вночі, заважаючи жителям сусідніх будинків; ніяк не вирішили питання з відселенням або компенсаціями жителям приватного сектору, будинки яких почало підтоплювати через засипання водойми. За тиждень на скандальному будівництві відбулися кілька акцій протесту.
28 травня 2015 року будівельний паркан навколо озера було демонтовано. За інформацією депутатів Київради, будівництво припинили у зв'язку з відсутністю всіх необхідних дозвільних документів для ведення робіт і активних протестів місцевих жителів. Керівництво компанії-забудовника ділянки КП «Житлоінвестбуд-УКБ» обіцяло призупинити засипання озера на півтора місяці — до кінця періоду гніздування птахів.

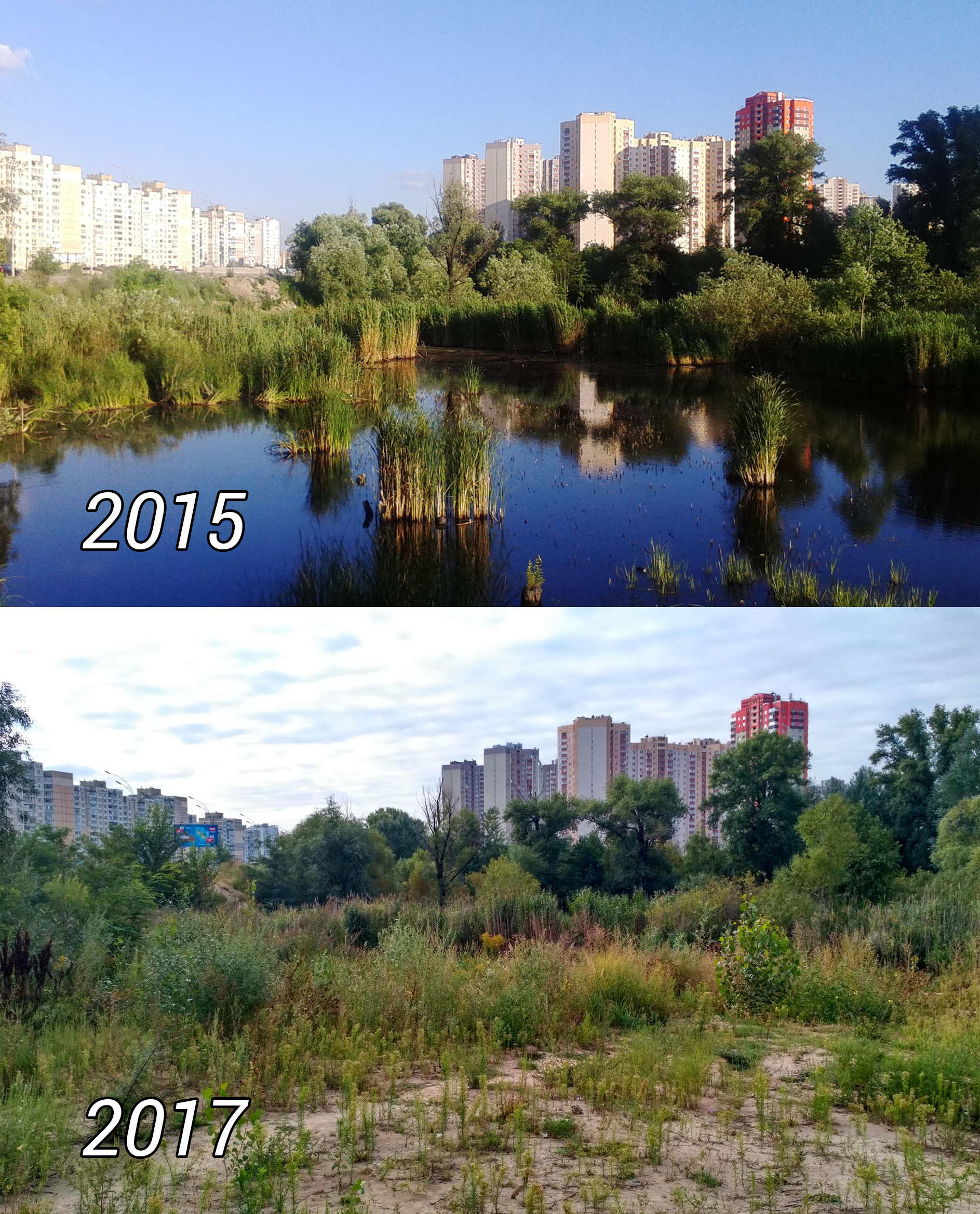
Результат засипання у озера у 2016 році.

12 березня 2016 року відновилися будівельні роботи — до озера прибула важка техніка забудовника КП «Житлоінвестбуд-УКБ», і продовжила засипати водойму, у відповідь на що місцеві активісти вийшли на пікетування. На даній ділянці «Київжитлоінвестбуд» планував побудувати 27-поверховий шестисекційний житловий будинок на 1276 квартир з підземним паркінгом, а також зазначав, що порядка 100 квартир віддадуть жертвам афери «Еліта-Центру». За словами місцевих жителів і активістів, забудовник так і не надав всі необхідні дозвільні документи. Кияни також скаржилися, що з відновленням робіт вода почала підтоплювати будинки, що знаходяться поблизу. Окрім того, за словами місцевих активістів, мікрорайон Позянки-2 є одним з найбільш густозаселених районів міста, де і без запланованої новобудови не вистачає соціальної інфраструктури в достатній кількості: з обіцяних трьох шкіл і двох дитячих садочків було збудовано лише один дитячий садочок. З 14 березня на акції протесту місцевих жителів почали виходити люди, що представлялися жертвами афери «Еліта-Центру» і підтримували сторону забудовника.
17 березня протистояння переросло у сутичку. Зранку відбувався подвійний пікет під стінами КМДА — від активістів, що захищають озеро, і від людей що підтримували забудовника, називаючись жертвами афери «Еліта-Центру». Однак «елітівців» невдовзі з центру міста перевезли на місце будівельних робіт, до озера, де у них сталася сутичка з нечисленними захисниками озера. «Елітівці» жорстко відтіснили захисників від озера, після чого продовжувала працювати будівельна техніка. Поліція у сутичку не долучалася, хоча була викликана і прибула на місце події.
21 червня 2016 року Інститут водних питань та меліорації надав свій висновок, що водойма є озером, і будівництво тут неможливе.
13 липня 2016 року повідомлялося, що активісти-захисники озера Качиного підписали меморандум про співпрацю з Українською Гельсінською спілкою з прав людини (УГСПЛ), Автомайданом та депутатом Київради Олексієм Новіковим. Координаційна рада планує зберегти озеро та облаштувати навколо водойми екопарк, а УГСПЛ допоможе підготувати активістам необхідні документи. Раніше УГСПЛ консультувала потерпілих захисників озера, яких побили «тітушки».
| | \| ... у зв'язку з тим, що представники Київської влади не реагують на чисельні звернення жителів Києва щодо необхідності збереження озера Качине в Дарницькому районі міста Києва..., ми, що нижче підписалися, вирішили об’єднати наші зусилля та створити Координаційну раду щодо збереження озера Качине та облаштування навколо нього ландшафтного еко- етно- парку у Дарницькому районі міста Києва (на перетині вулиць Здолбунівської та Петра Григоренка). Ми не лише визначили існування проблем та мовчки живемо з ними, а намагаємось спільними зусиллями знаходити шляхи їх вирішення. Незважаючи на різні політичні погляди, релігійні та інші уподобання усіх нас об’єднує лише одне – збереження природи Києва, забезпечення дотримання прав та свобод людини. \| |
| — з меморандуму | |
| ... у зв'язку з тим, що представники Київської влади не реагують на чисельні звернення жителів Києва щодо необхідності збереження озера Качине в Дарницькому районі міста Києва..., ми, що нижче підписалися, вирішили об’єднати наші зусилля та створити Координаційну раду щодо збереження озера Качине та облаштування навколо нього ландшафтного еко- етно- парку у Дарницькому районі міста Києва (на перетині вулиць Здолбунівської та Петра Григоренка). Ми не лише визначили існування проблем та мовчки живемо з ними, а намагаємось спільними зусиллями знаходити шляхи їх вирішення. Незважаючи на різні політичні погляди, релігійні та інші уподобання усіх нас об’єднує лише одне – збереження природи Києва, забезпечення дотримання прав та свобод людини. | |

### Нормативні документи
18.11.2014 Управління водних ресурсів у м. Києві на звернення КП «Київське інвестиційне агентство» щодо погодження проєкту землеустрою надало інформацію, що представлена земельна ділянка знаходиться на водному об'єкті та відноситься до земель водного фонду, у зв'язку з чим відмовляє в погодженні проєкту землеустрою. 11.12.2014 Управління водних ресурсів у м. Києві на повторне звернення КП «Київське інвестиційне агентство» щодо погодження проєкту землеустрою повідомляє, що майже всю територію земельної ділянки займає безіменне озеро та повторно відмовляє в погодженні проєкту землеустрою.
26.12.2014 прийнято рішення Київської міської ради № 767/767 «Про надання комунальному підприємству виконавчого органу Київської міської ради (Київської міської державної адміністрації) „Київське інвестиційне агентство“ земельної ділянки для громадської та житлової забудови (для потерпілих від діяльності групи інвестиційно-будівельних компаній „Еліта центр“) на вул. Здолбунівській (перетин з вул. Тепловозною) у Дарницькому районі м. Києва.» площею 1,8776 га (кадастровий номер 8000000000:90:146:0146)та затверджено проєкт землеустрою щодо відведення земельної ділянки комунальному підприємству виконавчого органу Київської міської ради (Київської міської державної адміністрації) «Київське інвестиційне .агентство» для громадської та житлової забудови (для потерпілих від діяльності групи інвестиційно- будівельних компаній-«Еліта-центр») на вул. Здолбунівській (перетин з вул. Тепловозною) у Дарницькому районі м. Києва (категорія земель — землі житлової та громадської забудови, заява ДЦ № 01006-000161887-014 від 18.12.2014, справа № Д-4267).
30.12.2014 на підставі рішення від 26 грудня 2014 року N 767/767, Департаментом економіки та інвестицій КМДА, КП «Київське інвестиційне агентство» та КП «Житлоінвестбуд-УКБ» підписано інвестиційний договір № 050-13/і/149 про будівництво житлового будинку з об'єктами господарського та соціально-побутового призначення та підземним паркінгом за адресою: вул. Здолбунівська (перетин вул. Тепловозної) в Дарницькому районі м. Києва.

### Аналіз дозвільних документів
Згідно аналізу документації, «Проект землеустрою щодо відведення земель», розроблений ФОП Холявко Віталій Михайлович було виготовлено з порушеннями, що не дають можливості його використання у якості землевпорядного документу: Як свідчить завірена представником забудовника копія проєкту, у якості топоргафічної подоснови для креслення ділянки було використано топозйомку, яка вже давно не відповідала існуючої ситуації щодо розпланування вулиць на момент виготовлення цього проєкту землеустрою. Порядок виготовлення документації з землеустрою зобов'язує використовувати актуальні топографічні матеріали, але було використано застарілі, тобто, вже недійсні, топографічні матеріали 60-х років 20го сторіччя. На топозйомці відсутня збудована на той час проїжджа частина проспекту Григоренко, який було доведено до перетину з вулицею Здолбунівською, що анулювало залишок у цьому місці вулиці Тепловозній.
Таким чином адреса цієї ділянки у документі вказана по неіснуючій на той час у цьому місці вулиці, тобто — невірно. Адреса мала б бути зазначена «на перетині пр. Григоренко (вул. Тальнівська) та вул. Здолбунівської».
Але навіть на цій, застарілій зйомці показано належним чином водний об'єкт, що стало існував там увесь час, мав чітко окреслені береги, позначки урізу води, зазначені як належно, на травень місяць, та інші ознаки його існування. За порядком виготовлення проєкту землеустрою зафіксований на топографічних матеріалах водний об'єкт мав належним чином вплинути як на процедуру визначення категорії земель ділянки, так і на процедуру погодження проєкту у відповідних природоохоронних установах.
Тож категорію земель ділянки у проєкті було «уточнено» з порушеннями вимог Земельного та Водного кодексів та похідних процедур поводження з наявним у межах ділянки водним об'єктом, наявність якого зафіксовано на топографічних матеріалах у складі цього проєкту
Необхідно зазначити, що в договорі про виконання підготовчих робіт відсутній перелік робіт, що пов'язані з осушенням території або засипанням водойми, — договором передбачено видалення зелених насаджень, що є порушенням вимог Порядку виконання підготовчих та будівельних робіт, затвердженим постановою Кабінету Міністрів України від 13 квітня 2011 р. N 466 (у редакції, що діяла на дату укладення договору), якою встановлено, що підготовчі роботи можуть виконуватися замовником після подання повідомлення про початок виконання підготовчих робіт до органу державного архітектурно-будівельного контролю, крім винесення інженерних мереж та видалення зелених насаджень; — договором передбачено влаштування пробних кущів паль, що є порушенням вимог пункту 1.5 ДБН А.3.1-5:2009 та статті 35 Закону України «Про регулювання містобудівної діяльності».
Згідно з пунктом 8 Загальних даних Містобудівних умов та обмежень ділянка частково потрапляє в межі ДПТ в районі вулиць Тепловозної, Здолбунівської, Драгоманова, затвердженого рішенням Київради від 25.12.2012 № 718/9002.
Відповідно до пункту 9 Загальних даних Містобудівних умов та обмежень функціональне призначення ділянки — частково територія зелених насаджень загального користування (існуючі) та водоймищ та водотоків, згідно з ДПТ в районі вулиць Тепловозної, Здолбунівської, Драгоманова, затвердженого рішенням Київради від 25.12.2012 № 718/9002.
Відповідно до пункту 5 Містобудівних умов та обмежень встановлено планувальні обмеження, зокрема визначено, що частину земельної ділянки, що потрапляє до території зелених насаджень загального користування (існуючі) та водоймищ та водотоків — використовувати під благоустрій території, без права забудови.

### Юридичний статус та класифікація об'єкту
Станом на 2017 рік, озеро знаходиться на ділянці з кадастровим номером 8000000000:90:146:0146.
Для з'ясування того статусу водного об'єкту було залучено Інститут водних проблем і меліорації НААН, що провів аналіз наявних гідрологічних, історичних та картографічних матеріалів. Інформаційною базою його дослідження слугували рукописні та друковані картографічні, текстові та статистичні джерела, які зберігаються в Державному картографо-геодезичному фонді України, у фондах Топографічної служби Збройних сил України, Українського аерогеодезичного підприємства, Національної бібліотеки ім. В. І. Вернадського НАН України.
| | \| Відповідно до чинного законодавства, зокрема Водного кодексу України та Державних стандартів України, зазначена водойма однозначно визначається як природне озеро. Умови використання та охорони зазначеного водного об'єкта визначені у діючому законодавстві. Зокрема, відповідно до Водного кодексу України, будь-яка водойма обов'язково має прибережну захисну смугу та водоохоронну зону. Згідно з Водним кодексом України, земля під водоймою, так само, як і прибережна смуга, належать до водного фонду, умови використання якої обмежено. На цій території заборонено будь-яке житлове будівництво. З огляду на наведені картографічні матеріали та законодавчі акти, проведена наукова експертиза однозначно дає підстави стверджувати, що озеро, яке розташоване на земельній ділянці з кадастровим номером 8000000000:90:146:0146, є природним водним об'єктом, тобто озером старичного типу. \| |
| — Інститут водних проблем і меліорації Національної академії аграрних наук | |
| Відповідно до чинного законодавства, зокрема Водного кодексу України та Державних стандартів України, зазначена водойма однозначно визначається як природне озеро. Умови використання та охорони зазначеного водного об'єкта визначені у діючому законодавстві. Зокрема, відповідно до Водного кодексу України, будь-яка водойма обов'язково має прибережну захисну смугу та водоохоронну зону. Згідно з Водним кодексом України, земля під водоймою, так само, як і прибережна смуга, належать до водного фонду, умови використання якої обмежено. На цій території заборонено будь-яке житлове будівництво. З огляду на наведені картографічні матеріали та законодавчі акти, проведена наукова експертиза однозначно дає підстави стверджувати, що озеро, яке розташоване на земельній ділянці з кадастровим номером 8000000000:90:146:0146, є природним водним об'єктом, тобто озером старичного типу. | |

## Громадський проєкт екопарку
У 2016 році активістами був розроблений проєкт екопарку «Озеро Качине». Наприкінці 2016 року у рамках «Громадського проекту» ідея створення екопарку була подана до конкурсу на фінансування у 2017 році. 29 січня 2017 року строк голосування закінчився, і за його результатами проєкт екопарку «Озеро Качине» увійшов до числа переможців — за нього віддали голоси понад 800 киян. Вартість робіт по реалізації проєкту оцінювалася у 939 тис. гривень. Затвердження щодо виділення коштів залишалося за мером міста.

## Галерея

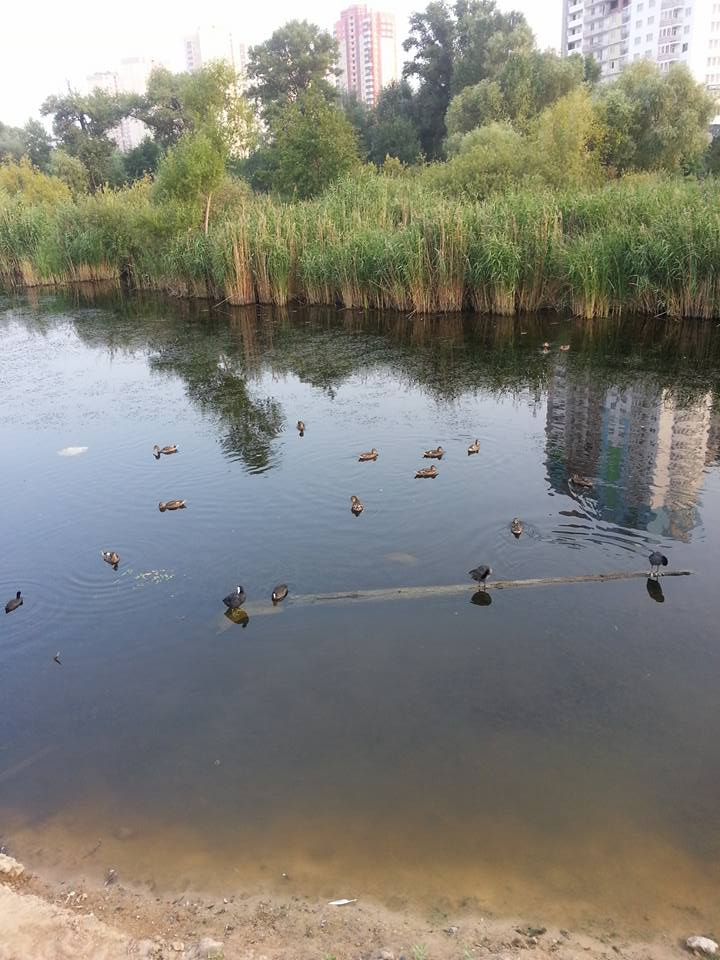
Качки на озері, 2017 рік
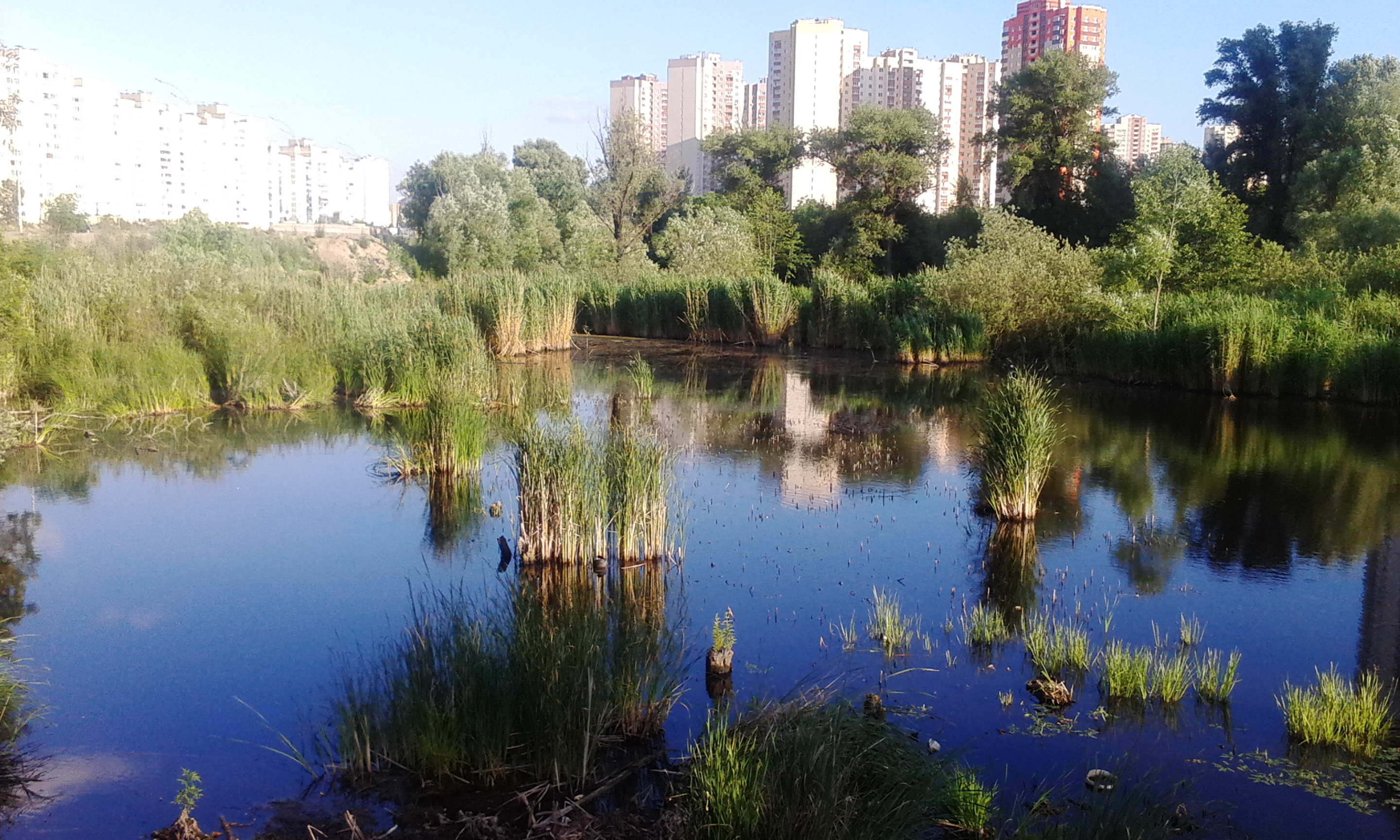
2015 рік
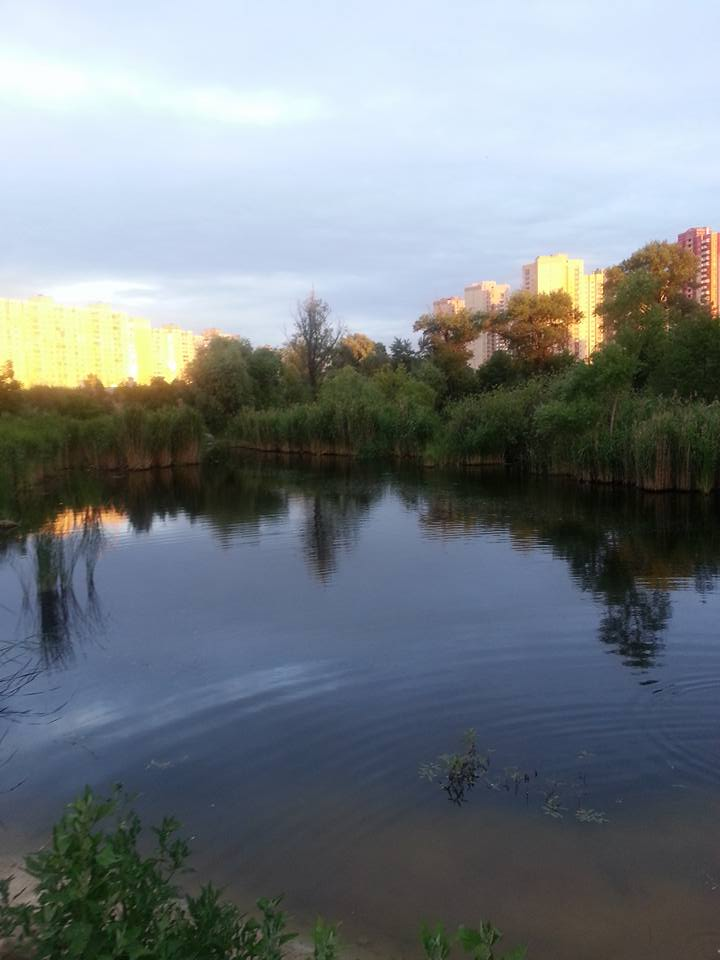

## Матеріали
- Як врятувати озеро Качине? [Архівовано 18 Серпня 2017 у Wayback Machine.] // Українська Гельсінська спілка з прав людини
- Застройщик "Житлоинвестбуд-УКБ" ускорил уничтожение озера на столичных Позняках, - активисты [Архівовано 18 Серпня 2017 у Wayback Machine.](рос.) // Цензор.нет, 21.03.16
- При землеотводе для скандальной стройки на озере Утином в Киеве были нарушены 6 законов и 13 статей Земельного кодекса, - вывод Госсельхозинспекции. ДОКУМЕНТ [Архівовано 18 Серпня 2017 у Wayback Machine.](рос.) // Цензор.нет, 23.06.2016
- Науково-експертний висновок щодо статусу озера Качине в Дарницькому районі міста Києва [Архівовано 18 Серпня 2017 у Wayback Machine.] //  Інститут водних проблем і меліорації НААН, 04.07.2016
- Шевчук С. А., Вишневський В. І., Чи є озеро Качине озером? Так! [Архівовано 18 Серпня 2017 у Wayback Machine.] // КП «Плесо», 21.12.2016
- Олег Шинкаренко, Кличко поставив під загрозу озеро Качине на Позняках [Архівовано 24 Квітня 2018 у Wayback Machine.] // Громадське, 21 квітня 2018